# Krzysztof Węglarz
Krzysztof Węglarz (ur. 21 lutego 1985) – polski judoka. Mąż judoczki Pauliny Węglarz.
Były zawodnik TS Wisła Kraków (1999-2014). Czterokrotny medalista zawodów pucharu świata seniorów: złoty (Wiedeń 2006), srebrny (Moskwa 2007) i dwukrotny brązowy (Boras 2006, Purto La Cruz 2011). Młodzieżowy mistrz Europy 2006 w kat. do 90 kg. Brązowy medalista mistrzostw świata juniorów 2004 w kat. do 81 kg. Brązowy medalista drużynowych mistrzostw Europy seniorów 2012. Trzykrotny mistrz Polski seniorów (2006, 2010 i 2013 w kat. do 90 kg) oraz dwukrotny wicemistrz Polski seniorów (2007 w kat. do 90 kg, 2012 w kat. do 100 kg).